# Mali Slatnik
Mali Slatnik falu Szlovéniában, a Délkelet-Szlovénia statisztikai régióban. Közigazgatásilag Novo mesto városi községhez tartozik. A település területe mindössze 1,7 négyzetkilométer. Mali Slatnik 190,2 méter magasan fekszik a tenger szintjéhez viszonyítva. A falu lakossága 236 fő.

## Fordítás
- Ez a szócikk részben vagy egészben  a   Mali Slatnik című angol Wikipédia-szócikk ezen változatának fordításán alapul.  Az eredeti cikk szerkesztőit annak laptörténete sorolja fel. Ez a jelzés csupán a megfogalmazás eredetét és a szerzői jogokat jelzi, nem szolgál a cikkben szereplő információk forrásmegjelöléseként.